# Srpski Atletski Savez
Srpski Atletski Savez, poprzednio Atletski Savez Srbije – serbska narodowa federacja lekkoatletyczna. Powstała w roku 2006 po rozpadzie Serbii i Czarnogóry. Swoją siedzibę ma w Belgradzie.
Federacja została założona w 1948 roku i była przyjęta do IAAF w 2003 roku.